# Chippewa (rivière du Wisconsin)
Pour les articles homonymes, voir Chippewa.
La rivière Chippewa est un cours d'eau qui coule dans l'État du Wisconsin aux États-Unis, et un affluent du fleuve le Mississippi.

## Géographie
Son cours a une longueur de 294 kilomètres.
La rivière Chippewa est issue de deux cours d'eau sources, la rivière West Fork Chippewa qui a sa source dans le comté de Bayfield, et la rivière East Fork Chippewa qui a sa source dans le comté d'Iron. C'est au village de Lake Chippewa dans le Comté de Sawyer que ces deux rivières se rejoignent pour former le cours principal de la rivière Chippewa.
La rivière Chippewa traverse alors plusieurs comtés du Wisconsin : le comté de Sawyer dans lequel la rivière Chippewa reçoit les eaux de la rivière Couderay, le comté de Rusk où elle reçoit les eaux de la rivière Flambeau, le comté de Chippewa dans lequel la rivière forme le lac Wissota près de la ville de Chippewa Falls, le comté d'Eau Claire dans lequel elle reçoit les eaux de la rivière Eau Claire dans la ville d'Eau Claire, le comté de Dunn, et le comté de Buffalo. Dans ce dernier comté, la rivière Chippewa reçoit les eaux de la rivière Eau Galle près de la ville de Durand. Enfin la rivière chippewa forme un delta en se jetant dans le fleuve Mississippi, formant à cette confluence le lac Pépin.